# باشگاه فوتبال الفیحا
باشگاه فوتبال الفیحا عربستان (عربی: نادی الفیحاء السعودی یک باشگاه فوتبال حرفه‌ای مستقر در المجمعه است که در لیگ حرفه‌ای فوتبال عربستان،، سطح اول فوتبال عربستان بازی می‌کند. این باشگاه در سال ۱۹۵۳ تأسیس شد.
رنگ پیرهن الفیحا نارنجی و آبی است، که از این رو به «البرتوقلی (نارنجی)» لقب داده‌اند. الفیحا یک بار در فصل ۱۴–۲۰۱۳ قهرمان لیگ دسته ۱ عربستان شده و یک بار در فصل ۰۴–۲۰۰۳ نایب قهرمان این دوره شده است. در ۲۹ آوریل ۲۰۱۷، الفیحا برای اولین بار صعود خود را به لیگ حرفه‌ای عربستان قطعی کرد و در ۵ می ۲۰۱۷ اولین قهرمانی خود در لیگ دسته ۱ را کسب کرد.
این باشگاه بازی‌های خانگی خود را در ورزشگاه ملک سلمان اسپورت سیتی در المجمعه انجام می‌دهد و این ورزشگاه را با تیم‌های همشهری یعنی الفیصلی و باشگاه فوتبال المجازل عربستان سعودی مشترک است.

## بازیکنان برجسته فعلی
- ولادمیر استوکوویچ
- هنری اونیه‌کورو

## تاریخ
الفیحا در سال ۱۹۵۳ در المجمعه تأسیس شد و در ۱۵ اوت ۱۹۶۶ به‌طور رسمی به ثبت رسید. باشگاه الفیحا یکی از قدیمی‌ترین باشگاه‌های کشور و قدیمی‌ترین باشگاه المجمعه است. الفیحا حاصل ادغام دو باشگاه مختلف به نام‌های مینیخ و الفیحا است که به هم پیوستند و تنها نماینده المجمعه شدند.
از زمان تأسیس این باشگاه، باشگاه فوتبال الفیحا نقش مهمی در خدمت رسانی به جوانان در المجمعه داشته است. باشگاه الفیحا یکی از فعال‌ترین و تعاملی‌ترین باشگاه‌ها در عربستان نام گرفته که اغلب به عنوان پناهگاهی امن برای جوانان عمل می‌کند.
الفیحا برای اولین بار در سال ۱۹۸۵ به لیگ دسته اول عربستان (سطح دوم فوتبال در عربستان) صعود کرد و پنج فصل متوالی را در لیگ دسته اول گذراند تا اینکه در پایان فصل ۹۰–۱۹۸۹ سقوط کرد. پس از ۱۴ سال غیبت در لیگ شاهزاده محمد بن سلمان، الفیحا بالاخره پس از نایب قهرمانی در لیگ دسته دوم ۰۴–۲۰۰۳ عربستان به لیگ دسته اول بازگشت. الفیحا ۴ فصل متوالی را در لیگ دسته اول سپری کرد تا اینکه در پایان فصل ۰۸–۲۰۰۷ دوباره سقوط کرد. آنها سپس یک بار دیگر در طول فصل ۱۴–۲۰۱۳ هنگامی که عنوان قهرمانی در لیگ دسته ۲ عربستان را به دست آوردند، به لیگ دسته ۱ عربستان صعود کردند. در ۲۹ آوریل سال ۲۰۱۷، الفیحا برای اولین بار در تاریخ خود صعودش را به لیگ حرفه‌ای پس از برد خانگی ۲–۱ مقابل احد قطعی کرد. آنها برای اولین بار در ۵ می ۲۰۱۷ پس از تساوی ۱–۱ خارج از خانه مقابل تیم ویج قهرمان شدند.
باشگاه الفیحا در ۱۹ می ۲۰۲۲ در فینال جام حذفی عربستان موسوم به جام پادشاهی برابر الهلال عربستان، پس از تساوی ۱–۱ در وقت‌های قانونی، با پیروزی ۱–۳ در ضربات پنالتی قهرمان شد و سهمیه مستقیم لیگ قهرمانان آسیا را کسب کرد.

## افتخارات
جام پادشاهی عربستان
- قهرمان (۱) : ۲۲-۲۰۲۱

لیگ دسته اول عربستان
- قهرمان (۱) : ۱۷-۲۰۱۶
- نایب قهرمان (۱): ۲۱-۲۰۲۰

لیگ دسته دوم عربستان
- قهرمان (۱): ۱۴-۲۰۱۳
- نایب قهرمان (۱): ۰۴-۲۰۰۳ [۱]

## تاریخچه مدیریت باشگاه
- راطب الاوادات (۲۱ جولای ۲۰۱۳ تا ۲۱ اوت ۲۰۱۳)
- مکرم عبدالله (۲۳ اوت ۲۰۱۳ تا ۱ مه ۲۰۱۴)
- احمد لباد (۷ مه ۲۰۱۴ تا ۱۲ نوامبر ۲۰۱۴)
- آبدرازک چبی (۱۳ نوامبر ۲۰۱۴ تا ۱ مه ۲۰۱۵)
- خلیل المصری (۹ ژوئن ۲۰۱۵ تا ۲۰ سپتامبر ۲۰۱۵)
- لاساد معمار (۲۸ سپتامبر ۲۰۱۵ تا ۲ مه ۲۰۱۶)
- الحبیب بن رمضان (۲ مه ۲۰۱۶ تا ۱۰ مه ۲۰۱۷)
- کنستانتین گالکا (۲۰ مه ۲۰۱۷ تا ۱ نوامبر ۲۰۱۷)
- گوستاوو کاستاس (۱ نوامبر ۲۰۱۷ تا ۱۵ اکتبر ۲۰۱۸)
- اسلاولیوپ موسلین (۱۵ اکتبر ۲۰۱۸ تا ۲ فوریه ۲۰۱۹)
- نورالدین ذکری (۵ فوریه ۲۰۱۹ تا ۱۷ مه ۲۰۱۹)
- خورخه سیمائو (۸ ژوئن ۲۰۱۹ تا ۲۷ اوت ۲۰۲۰)
- یوسف الغدیر (۲۷ اوت ۲۰۲۰ تا ۱۰ سپتامبر ۲۰۲۰)
- الحبیب بن رمضان (۲۴ سپتامبر ۲۰۲۰ تا ۱ ژوئن ۲۰۲۰)
- ووک راشوویچ (۲۱ ژوئن ۲۰۲۱ تا اکنون)